# Michele Morrone
Michele Morrone (IPA: miˈkɛːle morˈroːne; ur. 3 października 1990 w Bitonto) – włoski aktor, piosenkarz, model i projektant mody. Zdobył popularność dzięki głównej roli w ekranizacji bestsellerowej powieści autorstwa Blanki Lipińskiej 365 dni (2020). Film dostępny na platformie Netflix od czasu premiery 7 czerwca 2020 bił rekordy popularności i stał się najpopularniejszym polskim kinowym hitem roku 2020.

## Życiorys

### Wczesne lata
Urodził się w Vizzolo Predabissi we Włoszech, w regionie Lombardia, w prowincji Mediolan w rodzinie katolickiej jako syn Angeli, krawcowej, i Natale’a, pracownika budowlanego, który zmarł 18 kwietnia 2003, gdy Michele miał 12 lat. Jego rodzice pochodzili z Bitonto. Wychowywał się w Melegnano z trzema starszymi siostrami i bratem, który został fotografem.
Mając 11 lat zdecydował się zostać aktorem po obejrzeniu filmu o Harrym Potterze. Brał udział w zajęciach teatralnych w gimnazjum. Studiował aktorstwo zawodowe w teatrze w mieście Pawia, w Teatro Fraschini di Pavia.

### Początki kariery
Karierę aktorską rozpoczął od występów w teatrach. Był protagonistą w sztuce Kot Noego (Noah’s cat; 2010) w Theatro Fraschini di Pavia. Grał też w przedstawieniu ll rhythm di una sigaretta. W 2011 wystąpił jako Riccardo w serialu internetowym Drugie życie (Second Chance) i trafił przed kamery telewizyjne w miniserialu Canale 5 Jak delfin 2 (Come un delfino 2) u boku Raoula Bovy. Po udziale w teledysku grupy Makay do piosenki „In viaggio” (2012), zagrał w komedii 2+2=5 (2013). Wystąpił gościnnie w trzecim sezonie serialu Rai 1 Detektyw w habicie (Che Dio ci aiuti, 2014).
W 2016 był finalistą jedenastej edycji programu Rai 1 Ballando con le Stelle, włoskiego Tańca z Gwiazdami.
Wystąpił w miniserialu Sirene (2017) i dramacie telewizyjnym Renata Fonte (2018) z Marco Leonardim. W dramacie Bar Giuseppe (2019) zagrał uzależnionego od narkotyków Luigiego.

### 365 dni

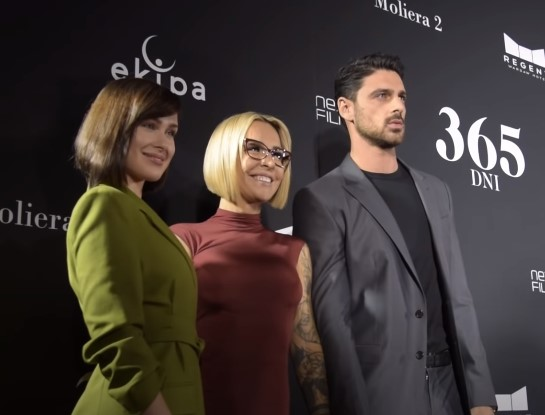
Michele Morrone, Blanka Lipińska i Anna-Maria Sieklucka w wywiadzie dla Tele Magazynu po premierze filmu 365 dni.

Przełomem okazała się rola Dona Massima Torricelliego w melodramacie erotycznym 365 dni (2020), która przyniosła mu międzynarodową sławę. Film był adaptacją książki Blanki Lipińskiej o tym samym tytule. Obraz szybko zyskał rozgłos głównie dzięki scenom erotycznym. Film nazywany jest polską wersją Pięćdziesięciu twarzy Greya. Premiera miała miejsce w Polsce 7 lutego 2020 roku. Film stał się dostępny na platformie Netflix. „Zdecydowałem się zaangażować w ten film, choć oczywiście musiałem tę decyzję przemyśleć. To była dla mnie okazja, by wyjść poza Włochy, zacząć międzynarodową karierę. I jak widać, opłacało się” – skomentował swój udział na łamach „Dziennika Zachodniego”.
Na potrzeby filmu nagrał utwór „Feel It”. Singel promujący film był notowany na wielu listach przebojów, m.in. AirPlay – Top, Radia Zet, czy Szczecińskiej Listy Przebojów, a w serwisie YouTube miał ponad 14 milionów wyświetleń. W produkcji pojawiła się także jego piosenka „Hard For Me”, który dotarła na drugie miejsce listy przebojów Radia Eska. 14 lutego 2020 wydał debiutancki album Dark Room, który zadebiutował na 2. miejscu listy sprzedaży OLiS i przebywał na liście przez 13 tygodni z rzędu. Album ten stał się międzynarodowym przebojem – dostał się na listy sprzedaży sześciu państw (pięciu europejskich oraz Stanów Zjednoczonych).

### Rozwój kariery
W 2020 jako model nawiązał współpracę z domami mody Dolce & Gabbana i Guess by Marciano. Był na okładkach takich magazynów jak „Gentelmen” (od marca do kwietnia 2020) i „Vogue Man”.
5 marca 2021 został wydany singiel Michela pt. „Beautiful” w formacie digital download i streaming. 7 marca tego samego roku opublikowany został teledysk do utworu.

### Aurumroma
2 sierpnia 2020 roku Michele Morrone wprowadził na rynek markę damskiej bielizny i odzieży plażowej, Aurumroma. Utworzenie firmy potwierdził w relacji na żywo na Instagramie 8 sierpnia 2020.
Wkrótce po ogłoszeniu strona internetowa marki odzieżowej uległa awarii z powodu dużego ruchu. Morrone tworzy własne projekty we współpracy z projektantką mody Chiarą Pollano.
W grudniu 2021 Morrone ma wydać również serię perfum uniseksowych o nazwie Feel It.

## Życie prywatne
W 2014 poślubił Roubę Saadeh, libańską stylistkę. Mają dwóch synów, Marcuda (ur. 2014) i Brado (ur. 2018). Morrone i Saadeh rozwiedli się w 2018 po prawie ośmiu latach spędzonych razem. Po rozwodzie Morrone miał objawy zaburzeń depresyjnych, zrezygnował na prawie rok z aktorstwa i pracował jako ogrodnik w małej włoskiej wiosce. 
Jest chrześcijaninem.
17 lutego 2021 przeszedł operację w szpitalu. Z powodu stanu zdrowia nie wystąpił w drugim sezonie hiszpańskiego serialu Toy Boy.

## Dyskografia

### Albumy studyjne
| Rok  | Dane dot. albumu | Pozycje na listach przebojów | Pozycje na listach przebojów | Pozycje na listach przebojów | Pozycje na listach przebojów | Pozycje na listach przebojów | Pozycje na listach przebojów | Certyfikaty            | Sprzedaż       |
| Rok  | Dane dot. albumu | BE (Wal)                     | FR                           | GER                          | PL                           | SWI                          | USA (Current)                | Certyfikaty            | Sprzedaż       |
| ---- | --- | ---------------------------- | ---------------------------- | ---------------------------- | ---------------------------- | ---------------------------- | ---------------------------- | ---------------------- | -------------- |
| 2020 | Dark Room - Wydany: 14 lutego 2020 - Wytwórnia: Agora, Universal Music, Polydor Germany - Format: digital download, streaming, CD | 178                          | 195                          | 72                           | 2                            | 63                           | 90                           | - POL: platynowa płyta | - POL: 20 000+ |

### Single

#### Jako główny artysta
| Rok                                                       | Tytuł                       | Najwyższe pozycje na listach | Najwyższe pozycje na listach | Najwyższe pozycje na listach | Najwyższe pozycje na listach | Najwyższe pozycje na listach | Najwyższe pozycje na listach | Najwyższe pozycje na listach | Certyfikat             | Album                                  |
| Rok                                                       | Tytuł                       | POL (airplay)                | POL (airplay nowości)        | POL (iTunes)                 | POL (Apple Music)            | POL (Spotify)                | RUM (airplay)                | MDA                          | Certyfikat             | Album                                  |
| --------------------------------------------------------- | --------------------------- | ---------------------------- | ---------------------------- | ---------------------------- | ---------------------------- | ---------------------------- | ---------------------------- | ---------------------------- | ---------------------- | -------------------------------------- |
| 2020                                                      | „Feel It”                   | 27                           | 5                            | 1                            | 6                            | 54                           | 72                           | 50                           | - POL: platynowa płyta | Dark Room                              |
| 2020                                                      | „Watch Me Burn”             | –                            | –                            | 2                            | 22                           | 119                          | –                            | –                            |                        | Dark Room                              |
| 2021                                                      | „Hard For Me (R3hab Remix)” | –                            | –                            | 33                           | –                            | –                            | –                            | –                            |                        | Dark Room                              |
| 2021                                                      | „Beautiful”                 | –                            | –                            | 12                           | –                            | –                            | –                            | –                            |                        | Jeszcze nieznany                       |
| 2022                                                      | „Another Day”               | –                            | –                            | 8                            | –                            | –                            | –                            | –                            |                        | 365 dni: Ten dzień (ścieżka dźwiękowa) |
| „–” oznacza, że singiel nie był notowany na danej liście. |                             |                              |                              |                              |                              |                              |                              |                              |                        |                                        |

#### Single promocyjne
| Rok                                                       | Tytuł         | Najwyższe pozycje na listach | Najwyższe pozycje na listach | Najwyższe pozycje na listach | Najwyższe pozycje na listach | Najwyższe pozycje na listach | Najwyższe pozycje na listach | Najwyższe pozycje na listach | Album     |
| Rok                                                       | Tytuł         | BEL (Wal)                    | POL (airplay)                | POL (iTunes)                 | POL (Apple Music)            | POL (Spotify)                | POR                          | SWI                          | Album     |
| --------------------------------------------------------- | ------------- | ---------------------------- | ---------------------------- | ---------------------------- | ---------------------------- | ---------------------------- | ---------------------------- | ---------------------------- | --------- |
| 2020                                                      | „Hard For Me” | –                            | 45                           | 1                            | 39                           | 124                          | 12                           | 68                           | Dark Room |
| „–” oznacza, że singiel nie był notowany na danej liście. |               |                              |                              |                              |                              |                              |                              |                              |           |

### Inne utwory
| Rok                                                       | Tytuł                | Najwyższe pozycje na listach | Album     |
| Rok                                                       | Tytuł                | POL (iTunes)                 | Album     |
| --------------------------------------------------------- | -------------------- | ---------------------------- | --------- |
| 2020                                                      | „Next”               | –                            | Dark Room |
| 2020                                                      | „Dad”                | 95                           | Dark Room |
| 2020                                                      | „Do It Like That”    | 50                           | Dark Room |
| 2020                                                      | „Drink Me”           | 41                           | Dark Room |
| 2020                                                      | „No One Cares”       | –                            | Dark Room |
| 2020                                                      | „Dark Room”          | 30                           | Dark Room |
| 2020                                                      | „Rain in the Hearth” | 99                           | Dark Room |
| „–” oznacza, że singiel nie był notowany na danej liście. |                      |                              |           |

### Teledyski
| Tytuł           | Rok  | Reżyser(zy)      | Źródło |
| --------------- | ---- | ---------------- | ------ |
| „Feel It”       | 2020 | Barbara Białowąs | [ 62 ] |
| „Hard For Me”   | 2020 | –                | [ 63 ] |
| „Hard For Me”   | 2020 | Fabrizio Conte   | [ 64 ] |
| „Watch Me Burn” | 2020 | –                | [ 65 ] |
| „Dark Room”     | 2020 | –                | [ 66 ] |
| „Hard For Me”   | 2020 | Markus Gerwinat  | [ 67 ] |
| „Dad”           | 2020 | Markus Gerwinat  | [ 68 ] |
| „Beautiful”     | 2021 | Fabrizio Conte   | [ 26 ] |
| „Another Day”   | 2022 | Fabrizio Conte   | [ 58 ] |

## Filmografia

### Filmy
| Rok  | Tytuł                                                    | Rola               | Reżyser                         |
| ---- | -------------------------------------------------------- | ------------------ | ------------------------------- |
| 2012 | Come Un Delfino 2                                        | Rola drugoplanowa  | Franco Bertini                  |
| 2012 | In viaggio                                               | Główna rola        | M.Gallo                         |
| 2012 | Birra Ceres                                              | Główna rola        | G.Good                          |
| 2013 | 2+2=5                                                    | Rola drugoplanowa  | Riccardo Recchia, Loreto Crisci |
| 2013 | E la vita continua...                                    | Rola drugoplanowa  | Pino Quartullo                  |
| 2016 | Sirene                                                   | Ares               | Davide Marengo                  |
| 2017 | Who’s the Beast (film krótkometrażowy)                   | Peter              | Diletta Di Nicolantonio         |
| 2018 | Renata Fonte (Una donna contro tutti – Renata Fonte, TV) | Marcello My        | Fabio Mollo                     |
| 2018 | L’ultimo giorno del toro                                 | Główna rola        | Alessandro Zizzo                |
| 2019 | Bar Joseph (Bar Giuseppe)                                | Luigi              | Giulio Base                     |
| 2020 | 365 dni                                                  | Massimo Torricelli | Barbara Białowąs, Tomasz Mandes |
| 2021 | Duetto                                                   | Marcello Bianchini | Vicente Amorim                  |
| 2022 | 365 dni: Ten dzień                                       | Massimo Torricelli | Barbara Białowąs, Tomasz Mandes |
| 2022 | 365 dni: Ten dzień                                       | Adriano            | Barbara Białowąs, Tomasz Mandes |

### Seriale telewizyjne
- 2011: Come un delfino 2 (miniserial)
- 2014: Detektyw w habicie (Che Dio ci aiuti 3)
- 2014: Squadra Antimafia jako Killer
- 2015: Provaci ancora prof! jako Bruno Sacchi (sezon 6)
- 2016: Ballando con le stelle we własnej osobie (włoska edycja Tańca z Gwiazdami)
- 2017: Sirene (miniserial) jako Ares aka Gegè
- 2019: Il Processo jako Claudio Cavalleri
- 2019: Medyceusze: Władcy Florencji jako kapitan łodzi (ang. Ship Captain)
- 2019: The Trial[69]

### Przedstawienia teatralne
- 2010: Noah’s cat[12]
- 2012: Il gatto di Noè

### Ścieżka dźwiękowa
- 2020: 365 dni

## Nagrody i nominacje
| Rok  | Konkurs                                         | Kategoria                                               | Tytułem               | Rezultat  | Źr.                  |
| ---- | ----------------------------------------------- | ------------------------------------------------------- | --------------------- | --------- | -------------------- |
| 2020 | Distinctive International Arab Festiwals Awards | N/A                                                     | całokształt           | Wygrana   | [ 70 ] [ 71 ] [ 72 ] |
| 2021 | Złota Malina                                    | Najgorszy aktor                                         | 365 dni               | Nominacja | [ 73 ] [ 74 ] [ 75 ] |
| 2021 | Węże 2021                                       | Najgorsza rola męska                                    | 365 dni               | Nominacja | [ 76 ] [ 77 ] [ 78 ] |
| 2021 | Węże 2021                                       | Najgorszy duet na ekranie (wraz z Anną Marią Sieklucką) | 365 dni               | Wygrana   | [ 79 ] [ 80 ] [ 81 ] |
| 2021 | Węże 2021                                       | Najbardziej żenująca scena                              | 365 dni               | Nominacja | [ 76 ] [ 77 ] [ 78 ] |
| 2021 | Węże 2021                                       | Najgorszy teledysk okołofilmowy                         | teledysk do „Feel It” | Nominacja | [ 76 ] [ 77 ] [ 78 ] |